# Maxa Nordau

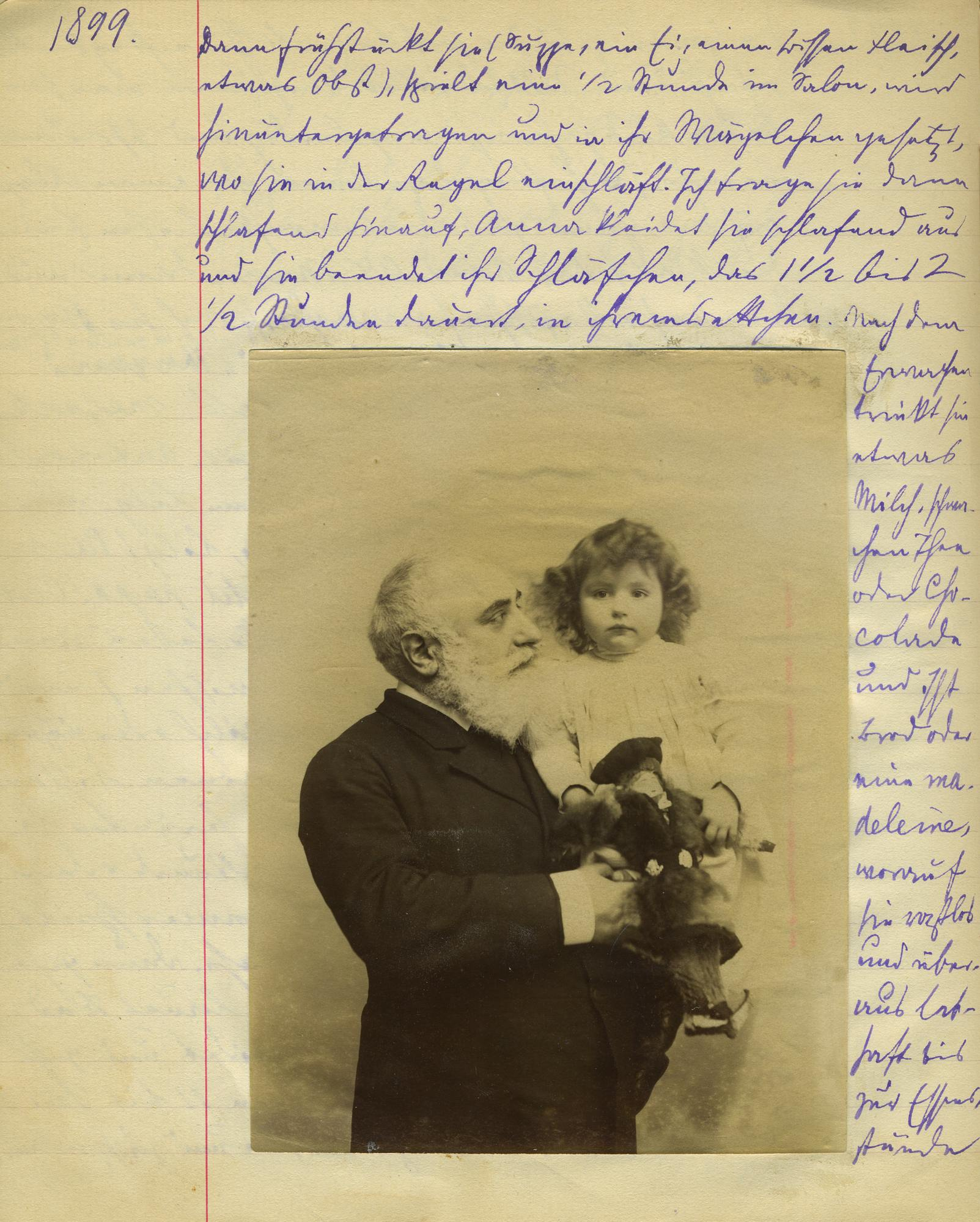
Dagboek in het Duits van vader Max Nordau voor zijn dochter Maxa, 1897-1908.

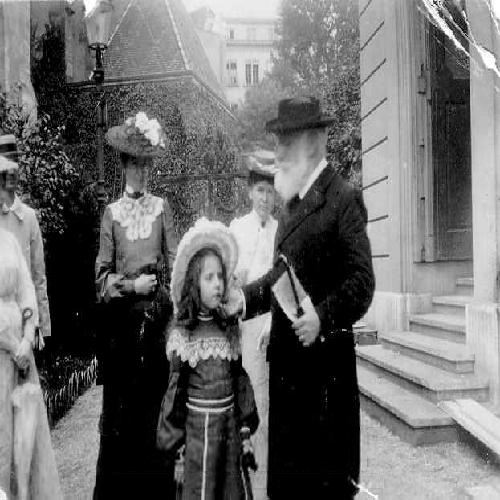
Nordau en zijn dochter Maxa? bij het Derde Zionistisch Congres in Basel, 1899.

Maxa Nordau (Hebreeuws: נורדאו, מקסה , Parijs, 10 januari 1897 - aldaar, 17 september 1993) was een Franse kunstschilderes. Ze kwam uit een Joods gezin en was de dochter van Max Nordau, een vooraanstaande zionist. Ze reisde veel door het Midden-Oosten en schilderde Arabische en Joodse vrouwen die ze daar ontmoette, naast stadsgezichten van Jeruzalem, Jericho, Jaffa, New York, Parijs en Tiberias.

## Leven
Ze werd op 10 januari 1897 in Parijs geboren.

### Ouders
Haar ouders waren Max Simon Nordau (1849–1923) en Anna Dons-Kaufmann.
Haar vader was een arts, die geboren werd in Pest, Hongarije, en met Theodor Herzl een grote rol speelde in de zionistische beweging die leidde tot de oprichting van de staat Israël. In 1892 schreef Max Nordau het boek Entartung, waarin hij fel protesteerde tegen de moderne beeldende kunst en literatuur die hij als ontaard beschouwde.
Maxa's moeder was een weduwe met vier kinderen uit een eerder huwelijk voor ze trouwde met Nordau. 
Maxa groeide op in de middenklasse van Parijs. Haar vader schreef voor Maxa een sprookjesboek in het Frans Contes pour Maxa, dat hij in 1905 publiceerde.

### Opleiding en loopbaan
Maxa Nordau leerde aquarelleren en schilderen met olieverf van José María López Mezquita (1883–1954) en van Jules Adler (1865–1952). Tijdens de Eerste Wereldoorlog (1914–1918) woonde ze met haar vader in Spanje. Ze trouwde met Kalman (Claude) Gruenblat en kreeg een dochter Claudie Nordau-Gruenblat. Nordau's werk werd getoond op officiële tentoonstellingen, zoals de Exposition coloniale agricole et industrielle van 1924 in Strasbourg.
Voorjaar 1926 bezocht ze de Verenigde Staten om  in de grote steden lezingen te geven en een tentoonstelling te openen in The New Gallery in New York, die de criticus George S. Hellman georganiseerd had.
Ze'ev Jabotinsky, de leider van het revisionistisch zionisme, verwelkomde haar met een brief waarin hij schreef:

De geest van je vader kan trots zijn op zijn dochter, niet alleen vanwege je trouw, maar ook vanwege je eigen persoonlijkheid. Je hebt veel van zijn nuchtere analytische scherpte geërfd, die humoristische minachting van clichés en flauwekul en dat vermogen om hoofdzaak van sprankelende en luidruchtige trivialiteiten te onderscheiden, dat tot de charme van je vader behoorde. En je tempert dit alles met een zachte, vrouwelijke mentaliteit. Amerika krijgt Nordau's boodschap te horen dankzij een intelligente gezant.

Maxa Nordau werd lid van de Parijse vereniging van vrouwelijke kunstenaars Société des femmes artistes modernes (FAM, 1931-1938), die haar eerste tentoonstelling hield in Parijs in 1931. De Joodse leden van de FAM, zoals Nordau, Alice Halicka, Alice Hohermann en Rosette Idzkowski, ondervonden het groeiende antisemitisme in de kunstwereld van de jaren 1930. Nordau hielp bij het decoreren van het paviljoen van Palestina voor de Wereldtentoonstelling van 1937 in Parijs. In 1939 maakte haar werk deel uit van een tentoonstelling van Franse kunst in Engeland.
Tijdens Tweede Wereldoorlog (1939–1945) woonde Nordau in de Verenigde Staten waar ze verschillende tentoonstellingen had in New York.
Ze gaf schilderles aan het City College of New York en schreef met haar moeder een biografie van haar vader, Max Nordau: A Biography, die in 1943 in New York gepubliceerd werd door de Nordau-commissie. Het boek schetst een liefdevol portret van Nordau, maar doet geen gedetailleerd verslag van zijn carrière. De biografie werd in het Jiddisch vertaald door de romancier Ludwig Lewisohn, maar Maxa Nordau vond de vertaling niet goed en de Jiddische Jewish Morning Journal van New York weigerde te betalen. Na de oorlog keerde Maxa Nordau terug naar Parijs. Ze bleef schilderen en exposeren in verschillende galeries en reisde veel door Palestina, Egypte, Syrië, Marokko, Turkije en Griekenland. Ze beschouwde Israël als haar vaderland. Nordau stierf op 17 september 1993 in Parijs.

## Werk
Nordau maakte vooral vrouwenportretten, bijvoorbeeld van de levendige Arabische vrouwen die ze ontmoette tijdens haar veeluldige bezoeken aan het Midden-Oosten.
Hoewel ze Frans was, wordt ze beschouwd als lid van de Parijse school (École de Paris), een groep van voornamelijk niet-Franse kunstenaars. Ze werd beïnvloed door de zionistische opvattingen van haar vader, maar deelde zijn afwijzing van het modernisme niet en nam afstand van burgerlijke Franse opvattingen over vrouwelijk- en huiselijkheid. Ze exposeerde vaak zeer naturalistische schilderijen van naakte vrouwelijke Jemenitische en Palestijnse modellen uit het Midden-Oosten. Daarnaast schilderde ze Joodse kolonisten die het land in Palestina bewerkten en geïdealiseerde woestijnlandschappen. Ze exposeerde in Parijs in verschillende salons en galerieën, zoals de Salon d'Automne, Salon des Independants, Salon Société Coloniale Nouveau, Galerie Zivy, Galerie Simonson en Galerie Carmine.

### Schilderijen en tekeningen
Op internet te vinden werk van Nordau:
Vrouwen
- Cartomancienne au chat et à l'hibou
- La femme au miroir
- Mid Century Moroccan Berber Girl 1949
- Nu de dos, 1930
- Nu à la guitare
- La Pionnière
- Portrait Of Woman School Of Paris XXth Century[9]
- Portrait de Madame D.,
- Portrait Of Miss Cohen, portret van een klein meisje met rode strik
- Richly robed Arab women in animated conversation
- A woman with a blue scarf
- Young girl by the window

Steden en landschappen
- Fishermen's Port[10]
- Château de Beaufort (+ Galilée), dubbelschilderij
- View of the Dead Sea
- Jerusalem's view at night
- Jerusalem, meer werken met dezelfde titel
- Souvenir de Jerusalem
- Central Park, New York
- Rowing boats in Central Park, New York
- Vue de Paris
- Immeubles de Paris
- Parisian Street Scene
- Tel Aviv, view towards Jaffa, 1920–1929
- Lac de Tibériade en Israël

Overig
- Cats
- Construction Workers
- Interior
- A Man at the Table/The Weaver
- Max Nordau at work, portrettekening van haar vader[11]
- Sketches
- Still life
- The young David, 1962

## Publicaties
Onder meer

### Biografie van Max Nordau
- 1943 - Nordau, Anna en Nordau, Maxa: Max Nordau: a biography, Nordau Committee, New York, 1943.
- 1948 - Nordau, Anna en Nordau, Maxa: Max Nordau: l'homme, le penseur, le sioniste, preface by Pierre Paraf, Paris impr. Réaumur, Editions de "la Terre retrouvée"

### Illustraties
Ze illustreerde onder meer
- 1929 - Nordau, Max: Contes pour Maxa. Illustration en couleur de Maxa Nordau, Parijs: Éditions Kra
- 1937 - Niv, Yaʻaḳov: ילדי־שדה Yalde-śadeh,מסדה  Tel-Aviv: "Ṃasadah", 697 [1937].
- 1961 -  Zisman, Tania: Lider / Poèmes, Paris: Druqeray Wog / Imprimerie Vogue, illustraties met Dawid Garfinkel[13]
- 1993 -  Créange, Pierre: Exil. Choix de poèmes, Parijs: Éd. Caractères, 1993

### Werk van Maxa Nordau
Omdat haar werk hier volgens het auteursrecht vooralsnog niet getoond mag worden, de volgende links: 
- Maxa Nordau (French, 1897–1991) www.artnet.com. Dertig schilderijen. Geraadpleegd op 18 maart 2021.
- Jacob Samuel Maxa Nordau www.jacobsamuelart.com. Vijf schilderijen van vrouwen. Geraadpleegd op 18 maart 2021.
- Lot 1000: Maxa Nordau Signed Painting French Ecole de Paris www.invaluable.com. Geraadpleegd op 18 maart 2021. Schilderij van een waarzegster met kat, uil en speelkaarten, dat op artnet.com Cartomancienne au chat et à l'hibou heet.
- Veiling van Nordau's schilderij Mid Century Moroccan Berber Girl 1949, www.1stdibs.com. Geraadpleegd op 18 maart 2021.
- Veiling van Nordau's schilderij Vue de Paris, www.bonhams.com. Geraadpleegd op 17 maart 2021.

- Bibliothèque nationale de France: cb129473877 (data)
- International Standard Name Identifier: 0000 0000 6069 1860
- Library of Congress Control Number: no2012161784
- Nationale Bibliotheek van Israël: 987007266039205171
- Nederlandse Thesaurus van Auteursnamen: 297613847
- Système universitaire de documentation: 078627451
- Virtual International Authority File: 88066069
- WorldCat: E39PBJqBjXmXtBGgvx6kywTj4q